# Aba d'Olba
Aba (in greco antico: Ἄβα?, Ába; fl. I secolo a.C.) è stata una sovrana cilicia, regnante sulla città di Olba nel I secolo a.C.

## Biografia
Aba era figlia di Senofane, che era stato tiranno di Olba, ed era imparentata tramite matrimonio con la famiglia sacerdotale che governava la città. Nel 41 a.C. venne posta dalla regina egizia Cleopatra e dal generale romano Marco Antonio al governo della propria città, in modo tale da creare uno stato cuscinetto intorno ai domini egizi in Anatolia, da poco consegnati da Antonio al regno d'Egitto. Il suo regno durò però molto poco, ma è comunque un esempio interessante di sovrano donna di epoca antica. I suoi discendenti continuarono a regnare sulla città dopo di lei fino all'annessione all'Impero romano.